# Paweł Pietrukowicz
Paweł Pietrukowicz (ur. 23 listopada 1978 w Gorzowie Wielkopolskim) – polski astrofizyk, doktor habilitowany nauk fizycznych w zakresie astronomii, profesor Uniwersytetu Warszawskiego.

## Życiorys
Jest absolwentem II Liceum Ogólnokształcącego im. Marii Skłodowskiej-Curie w Gorzowie Wielkopolskim (1997). W 2002 roku ukończył kierunek astronomia na Wydziale Fizyki Uniwersytetu Warszawskiego. Stopień doktora uzyskał w 2007 roku w Centrum Astronomicznym im. Mikołaja Kopernika Polskiej Akademii Nauk w Warszawie po obronie rozprawy pt. Poszukiwanie nowych karłowatych w wybranych gromadach kulistych projektu CASE, napisanej pod kierunkiem Janusza Kałużnego. Stopień doktora habilitowanego otrzymał w 2016 roku w Obserwatorium Astronomicznym Uniwersytetu Warszawskiego na podstawie osiągnięcia naukowego pt. Gwiazdy zmienne pulsujące w badaniach struktury i ewolucji Drogi Mlecznej.
W 2001 roku odbył miesięczny staż pod kierunkiem Bohdana Paczyńskiego na Uniwersytecie Princeton w Stanach Zjednoczonych. Latem 2005 roku przebywał w siedzibie głównej Europejskiego Obserwatorium Południowego w Garching pod Monachium. W latach 2007–2009 odbył staż podoktorski na Pontificia Universidad Católica de Chile w Santiago. Na Uniwersytecie Warszawskim pracuje od 2010 roku, od 2023 na stanowisku profesora uczelni. Bierze aktywny udział w pracach realizowanych w ramach wielkoskalowego fotometrycznego przeglądu nieba OGLE (od ang. Optical Gravitational Lensing Experiment). Od 2020 roku pełni rolę koordynatora (program managera) polskiego wkładu do projektu Vera C. Rubin Observatory Legacy Survey of Space and Time. Jest autorem ponad 300 publikacji naukowych. W latach 2006–2024 spędził blisko 500 nocy obserwacyjnych w Chile, w tym około 420 nocy przy 1,3-metrowym teleskopie przeglądu OGLE. Jest członkiem Międzynarodowej Unii Astronomicznej i członkiem Polskiego Towarzystwa Astronomicznego.

## Zainteresowania naukowe
Zajmuje się obserwacyjnymi aspektami astrofizyki gwiazdowej. Wykrył i potwierdził pierwsze zjawisko mikrosoczewkowania grawitacyjnego przez gwiazdę znajdującą się w gromadzie kulistej. Jest odkrywcą tysięcy gwiazd zmiennych w dysku Drogi Mlecznej. Pokazał, że stara populacja gwiazdowa zgrubienia centralnego Galaktyki ma kształt trójosiowej elipsoidy ustawionej wzdłuż galaktycznej poprzeczki. Odkrył i ustanowił klasę gwiazd zmiennych pulsujących typu BLAP (od ang. Blue Large-Amplitude Pulsators). Stworzył katalog cefeid klasycznych w Drodze Mlecznej, który posłużył do opracowania mapy dysku galaktycznego.

## Nagrody i wyróżnienia
Stypendysta programu START Fundacji na rzecz Nauki Polskiej (2006), dwukrotny laureat Nagrody Prezesa Rady Ministrów (w 2017 za wysoko ocenione osiągnięcia będące podstawą nadania stopnia naukowego doktora habilitowanego, w 2020 wraz z zespołem OGLE w kategorii za osiągnięcie w zakresie działalności naukowej).